# Don McManus
Don McManus (San Diego, 8 de noviembre de 1959) es un actor estadounidense de cine y televisión.

## Carrera
McManus ha realizado una gran cantidad de apariciones en producciones de cine y televisión en su país, la mayoría en papeles de reparto o menores. Sus créditos cinematográficos incluyen películas como Vice, Grand Piano, Under the Silver Lake, The Maze Runner, Lucky Bastard, The Shawshank Redemption y Hannibal. Ha aparecido además en episodios de las series Supernatural, Castle, Justified, 24, NCIS, Grey's Anatomy y Seinfeld, entre muchas otras.

## Filmografía destacada

### Cine
- True Colors

- The Shawshank Redemption (1994)
- Air Force One (1997)
- Magnolia (1999)
- Embriagado de amor (2002)
- Maze Runner (2014)
- Under the Silver Lake (2018)
- Vice (2018)

### Televisión
- Dawson's Creek - 1 episodio (2001)
- Judging Amy - 1 episodio (2003)
- Sorry for Your Loss – 1 episodio (2018)